# Exordium
Exordium to minialbum zespołu After Forever wydany w 2003 roku. Kolejna edycja albumu ukazała się w 2004 roku z płytą DVD nazwaną Insights.

## Lista utworów
1. "Line of Thoughts (Instrumental)" – 2:15
2. "Beneath" – 4:54
3. "My Choice" – 4:54
4. "Glorifying Means" – 5:01
5. "The Evil That Men Do (Cover Iron Maiden)" – 4:52
6. "One Day I'll Fly Away" – 4:43

## Twórcy
- Floor Jansen - wokal
- Sander Gommans - gitara
- Bas Maas - gitara
- Luuk van Gerven - gitara basowa
- Lando van Gils - keyboard
- Andre Borgman - perkusja